# Paterno Calabro
Paterno Calabro ist eine italienische Gemeinde mit 1329 Einwohnern (Stand 31. Dezember 2023) in der Provinz Cosenza in Kalabrien.
Das Gebiet der Gemeinde liegt auf einer Höhe von 680 m über dem Meeresspiegel und umfasst eine Fläche von 15 km². Paterno Calabro liegt etwa 16 km südlich von Cosenza. Die Nachbargemeinden sind Belsito, Cosenza, Dipignano, Domanico, Figline Vegliaturo, Malito, Mangone, Marzi, Piane Crati und Santo Stefano di Rogliano.